# 維斯比特格拉本河

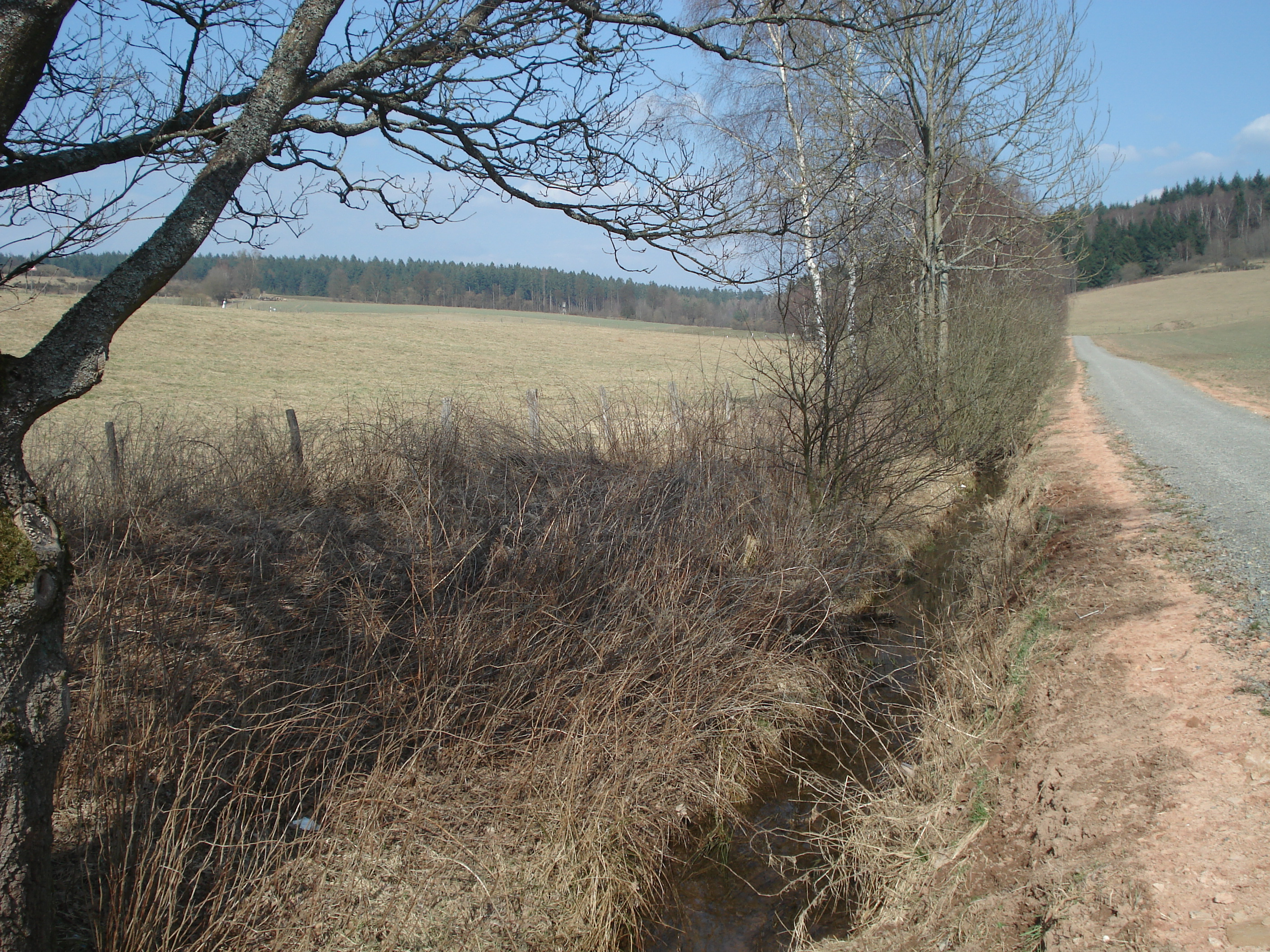

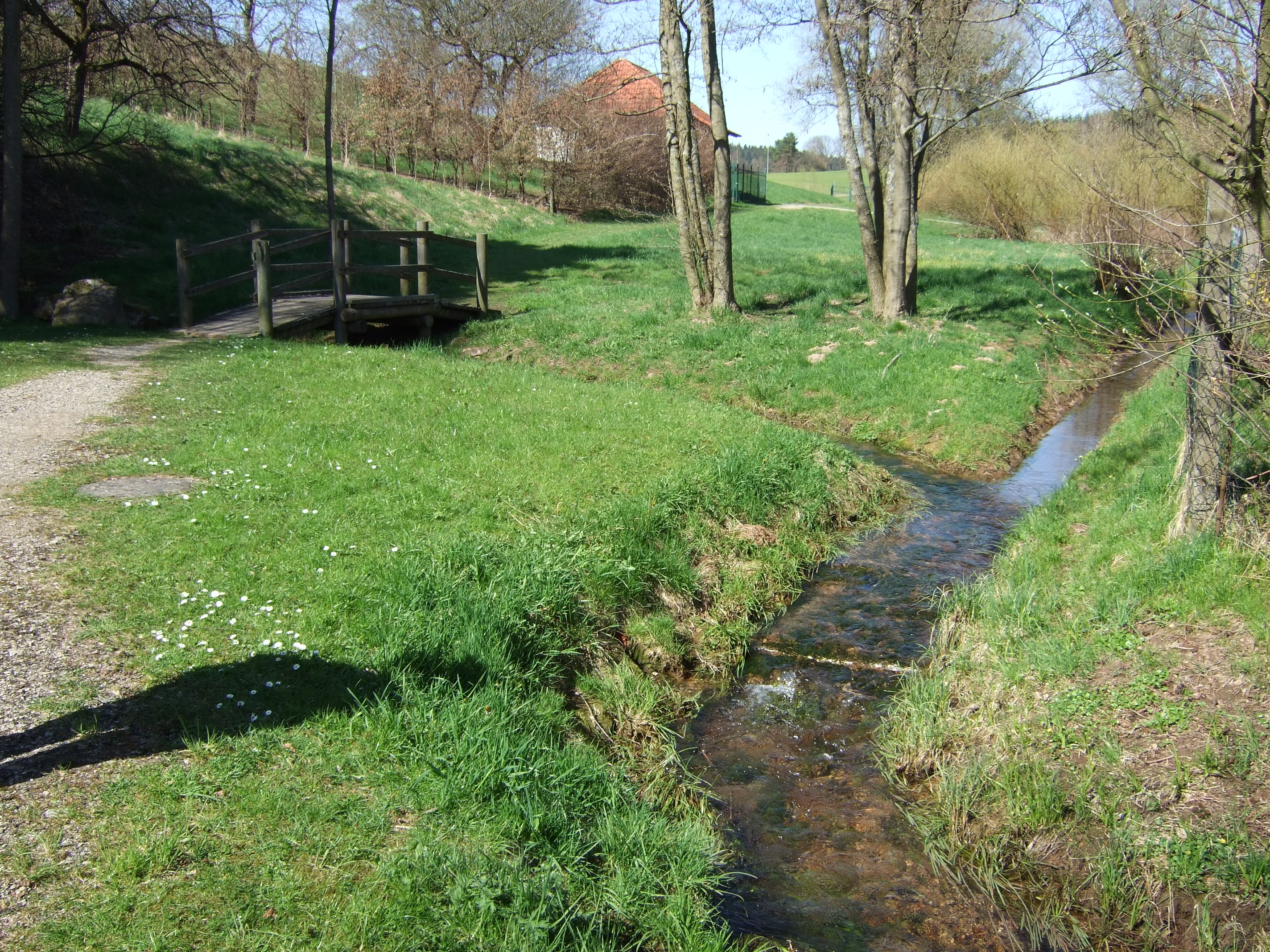

50°6′50.42″N 9°21′49.89″E / 50.1140056°N 9.3638583°E
維斯比特格拉本河（德語：Wiesbüttgraben），是德國的河流，位於該國東南部，由巴伐利亞負責管轄，屬於奧巴赫河的左支流，河道全長2.4公里，流域面積6.1平方公里。